# Serra Durugönül
Serra Durugönül (* 6. März 1962 in Hamburg) ist eine türkische Klassische Archäologin.

## Leben
Serra Durugönül wurde als Tochter des damaligen türkischen Handelsattachés Şerafettin Durugönül und dessen Frau Ruhan in Hamburg geboren. Ihre Schulausbildung begann sie in Tel Aviv, setzte sie in Bukarest und Ankara fort und schloss sie dort im Mai 1978 am T.E.D. Ankara Koleji mit der Reifeprüfung ab. Im Wintersemester 1978/79 begann sie an der Universität Ankara das Studium der Kunstgeschichte. Nach einer erneuten Versetzung ihres Vaters nach Deutschland setzte sie das Studium ab dem Sommersemester 1979 an der Universität Bonn mit den Nebenfächern Klassische Archäologie und Orientalische Kunstgeschichte fort. Nach dem Abschluss des Grundstudiums wählte sie Klassische Archäologie als Hauptfach, unter Beibehaltung der Fächerkombination. Sie hörte Vorlesungen unter anderem bei den Archäologen Hanns Gabelmann, Nikolaus Himmelmann, Dieter Salzmann und Ulrich Sinn sowie den Kunsthistorikern Justus Müller Hofstede, Werner Oechslin und Heinrich Lützeler. 1985 schloss sie das Archäologiestudium mit dem Magister artium ab. 1989 wurde sie mit der Arbeit Die Felsreliefs im Rauhen Kilikien promoviert. Während ihres Studiums war sie an den Ausgrabungen der Universität Konya in Stratonikeia beteiligt.
Seit 1993 leitete sie an der Mersin Üniversitesi die archäologische Abteilung, seit Oktober 1998 war sie dort Direktorin des Zentrums für archäologische Forschung in Kilikien (Kilikia Arkeolojisini Araştırma Merkezi) und seit Juli 2000 Professorin für Klassische Archäologie. Von 1997 bis 2002 leitete sie Ausgrabungen in Nagidos. 2023 trat sie in den Ruhestand. Serra Durugönül ist korrespondierendes Mitglied des Deutschen Archäologischen Instituts.

## Schriften (Auswahl)
- Die Felsreliefs im Rauhen Kilikien (= BAR International Series 511). BAR, Oxford 1989, ISBN 0-86954-652-7.
- Türme und Siedlungen im Rauhen Kilikien. Eine Untersuchung zu den archäologischen Hinterlassenschaften im Olbischen Territorium. R. Habelt, Bonn 1998, ISBN 3-7749-2840-1.
- (Hrsg.): Nagidos. Dağlık Kilikiaʹda bir antik kent kazısının sonuçları = Results of an excavation in ancient city in Rough Cilicia. Suna-Inan Kıraç Akdeniz Medeniyetleri Araştırma Enstitüsü, Antalya 2007, ISBN 978-975-9123-30-7